# てるてる坊主

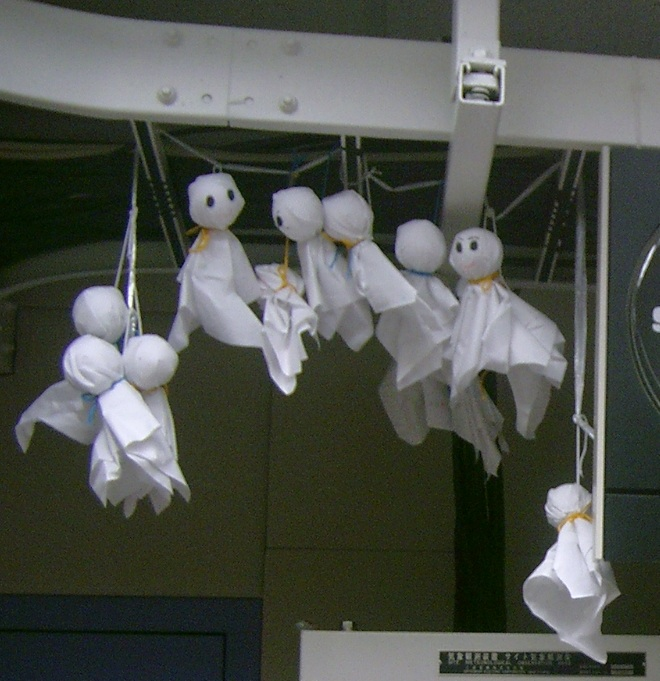
てるてる坊主

てるてる坊主（てるてるぼうず）は、日本の風習の一つである。照る照る坊主とも表記される。翌日の晴天を願い、白い布や紙で作った人形を軒先に吊るすもので、「てるてる法師」、「てれてれ坊主」、「日和坊主（ひよりぼうず）」、「てれれ坊主」など地域によって様々な呼称がある。また、同名の童謡がある。

## 歴史
日本では、江戸中期には既に飾られていたようである。この頃の人形は折り紙のように折って作られるもので、より人間に近い形をしており、これを半分に切ったり、逆さに吊るしたりして祈願した。19世紀はじめの『嬉遊笑覧』には、晴天になった後は、瞳を書き入れて神酒を供え、川に流すと記されている。『日本国語大辞典』によると、江戸時代の文献では「てり雛・てり法師・てりてり坊主・てるてる・てるてる法師・てるてる坊主・てれてれ法師」など、さまざまに呼ばれていた。

## てるてる坊主に似た風習
中国には箒を手にした切り紙の人形である掃晴娘があり、これと日本のてるてる坊主との類似はすでに江戸時代の榊原篁洲『榊巷談苑』で指摘されている。また、ヘボン『和英語林集成』は「TERI-TERI-BŌZU」に「掃晴娘」の字をあてている。掃晴娘は文献上金末元初の李俊民の「掃晴婦」詩に見えるのが古い。『燕京歳時記』にも見え、20世紀はじめまでは一般に見られる習俗だったようだが、現在は知らない人が多く、むしろ日本から伝わったてるてる坊主の方が知名度が高い。
『蜻蛉日記』下巻に「今日かかる雨にもさはらで、同じ所なる人ものへまうでつ。さはることもなきにと思ひて出たれば、ある者『女神にはきぬ縫ひて奉るこそよかなれ。さしたまへ』と寄り来てささめけば『いで試みむかし』とて、縑（かとり）の雛衣（ひひなぎぬ）三つ縫ひたり」とあるのを、掃晴娘に関係づけるむきもある。

## 童謡『てるてる坊主』
浅原鏡村（浅原六朗）が作詞し、中山晋平が作曲した『てるてる坊主』という題名の童謡がある。1921年（大正10年）、『少女の友』にて発表され、教科書にも掲載されていた。
最初に発表されたときには4番まであり、その1番は「もしも曇って泣いてたら　空をながめてみんな泣こう」という歌詞だったが、後に削除された。また、3番で「それでも曇って泣いてたら そなたの首をチョンと切るぞ」もあるが、歌詞が残酷すぎるとしてその3番がカットされることもあるようである。
戦後から1960年までにレコード売上は15万枚に達し、ロングヒットを続けている。
1976年のイタリアの国際児童音楽祭「第18回ゼッキーノ・ドーロ」では、この歌が「Teru terubozu」という題名でイタリア語詞を施され出場している。イタリア語詞はフランコ・マレスカ（Franco Maresca）、歌唱は日本人出場者の粟国淳。同回ゼッキーノ・ドーロの国外曲部門で部門優勝に相当するゼッキーノ・ダルジェントを受賞した。粟国淳歌唱の「てるてる坊主」は、日本では1976年6月21日にキングレコード（セブンシーズ）から発売されている（レコード品番：CM-12）。

## 逆さ坊主
人形の頭部に重りを入れて頭が下を向くように仕立てたものは逆さ坊主（さかさぼうず）と呼ばれ、雨乞いの意味がある。ふれふれ坊主、あめあめ坊主、るてるて坊主と呼ぶ地方もある。黒い紙や布で作った場合も同じ。